# S.A.Slayer
S.A.SLAYER, conocido también simplemente como SLAYER, fue una banda estadounidense de heavy metal formada en San Antonio, Texas en 1981 por los guitarristas Robert "Bob Dog" Catlin y Art Villareal, el bajista Don Van Stavern, el baterista Dave McClain y el cantante Chris Cronk (Fates Warning, Jag Panzer, Karion, Talisphere, Target 7). Este último fue reemplazado por Steve Cooper y la banda firmó un contrato con la disquera Rainforest Records, con la que grabó un EP titulado Prepare to Die, publicado en 1983. En 1988 grabaron el álbum Go For The Throat.

## Músicos

### Originales
- Steve Cooper - voz (1983-1984)
- Chris Cronk - voz (1982)
- Robert "Bob Dog" Catlin - guitarras (1982-1984)
- Ron Jarzombek - guitarras (1984)
- Art Villareal - guitarras (1982-1983)
- Don Van Stavern - bajo (1982-1984)
- Dave McClain - batería (1982-1984)

## Discografía
- Prepare to Die EP - 1983 (Rainforest)
- Go For The Throat LP - 1988 (Under den Linden)